# Fußballvarianten
Fußballvarianten sind Abwandlungen des populären und weit verbreiteten Fußballspiels, die jedoch weniger bekannt und beachtet sind.

## Varianten als Mannschaftsspiel auf zwei Tore

### Kleinfeldfußball
Auf kleineren Flächen im Freien hat sich das Kleinfeldfußballspiel etabliert. Ein Deutscher Kleinfeld-Fußball-Verband hat Regeln erstellt und organisiert Wettbewerbe, er ist Mitglied im  internationalen Soccaverband.

### Beachsoccer
Beachsoccer wird an Stränden bzw. auf Sandplätzen gespielt. Es wird schon seit über 40 Jahren gespielt. Jährlich finden in Brasilien Weltmeisterschaften statt. Der brasilianische Weltmeister Romário spielte zunächst Beachsoccer und dann erst „normalen“ Fußball.

### Blindenfußball
Blindenfußball ist von Blinden gespielter Fußball. Bei weitgehend gleichen Regeln orientieren sich die blinden Spieler an den Kommandos gebenden, sehenden Torhütern, den Trainern, den hinter den Toren postierten Guides und dem rasselnden Ball.

### Rollstuhlfußball
Beim Rollstuhlfußball spielen Menschen unterschiedlicher Körperbehinderungen in Teams gegeneinander. Es können die Varianten des E-Rolli-Fußball und des Wheel Soccer unterschieden werden. E-Rolli-Fußball wird bereits auf internationaler Bühne und bei von der FIPFA organisierten Turnieren gespielt. Die erste deutsche E-Rolli-Fußballmannschaft wurde im Jahr 2014 gegründet.

### Fußball ohne Verlierer
Bei dieser Variante wechselt der Spieler, der ein Tor schießt, automatisch die Mannschaft. Dadurch wird das gewinnende Team geschwächt und das verlierende gestärkt. Es entsteht ein gewisses Gleichgewicht im Torverhältnis. Die konkreten Mannschaften verlieren dadurch an Bedeutung – Gewinnen und Verlieren tritt dem Spaß am Spiel gegenüber in den Hintergrund. Diese Variante soll in Malaysia üblich sein. Der Bericht über diese Variante wird Bruno Manser zugeschrieben.

### Hallenfußball
Eine Fußballvariante ist der Hallenfußball. Die in Sporthallen stattfindende Variante des Fußballs unterscheidet sich zum Feld-Fußball durch die deutlich kleinere Spielfläche und die Bandenbegrenzung. Dadurch wird das Spiel schneller und torreicher. Das erste weltweit bekannte Hallenfußballturnier wurde 1956 vom 1. FC Pforzheim veranstaltet. Nachdem der DFB diese Sportart zunächst strikt untersagte, änderte man 1958 diese Meinung, und der damalige DFB-Präsident Bauwens übernahm sogar die Schirmherrschaft. In der Breite wird Hallenfußball seit den 1970er-Jahren vor allem im Jugend- und Amateurbereich in Deutschland gespielt. Auch im Schulsport ist Hallenfußball häufig ein Bereich im Unterrichtsfach Sport. Später entdeckten auch die Vereine der ersten und zweiten Fußball-Bundesliga den Hallenfußball als ideale Möglichkeit, die Winterpause zu überbrücken. Als in den 1980er-Jahren der Hallenfußball boomte und auch im Fernsehen immer öfter zu sehen war, entschloss sich der DFB, einen eigenen Wettbewerb auszutragen, das Hallenmasters. Da der Termindruck und der Vermarktungszwang für die Vereine Ende der neunziger Jahre immer größer wurde und die Winterpause gekürzt wurde, stellte der DFB das Hallenmasters im Jahre 2000 ein. In Österreich gibt es in der Winterpause mehrere Hallenfußball-Turniere, wobei jenes in Wien die größte Aufmerksamkeit genießt.

### Futsal
Die geschilderte Entwicklung im Hallenfußball gab es nur in Deutschland und Österreich, in anderen Ländern kam dagegen Futsal, eine Variante des Hallenfußballs ohne Banden, zu größerer Popularität. Mittlerweile hat auch der DFB Futsal in Deutschland als Wettbewerb aufgenommen. Beim Futsal wird generell mit fünf Spielern auf Handballtore mit einem etwas kleineren Ball gespielt. Der Ursprung des Futsal liegt in Südamerika, wo die Fußballvariante seit den 1950er-Jahren gespielt wird. Im Jahr 1989 wurde Futsal von der FIFA als zusätzlicher Wettbewerb aufgenommen. Im November 2004 wurde die fünfte Weltmeisterschaft in Taiwan ausgetragen. Verbreitet ist Futsal vor allem in Südamerika, Südeuropa und Osteuropa. So gibt es in Spanien eine eigene Profiliga mit 16 Mannschaften. In den deutschsprachigen Ländern hingegen ist die Sportart weitgehend unbekannt. In der K-League in Südkorea werden deutsche Profischiedsrichter als Futsal-Schiedsrichter eingesetzt.

### Roboterfußball
Eine weitere Fußballvariante ist der Roboterfußball. Roboterfußball ist die Umsetzung des bekannten Mannschaftsspieles Fußball für mobile intelligente Roboter. Bedeutende internationale Wettkämpfe sind der RoboCup, sowie die von der Federation of International Robot-Soccer Association (FIRA) ausgerichtete Weltmeisterschaft. Dabei ist der RoboCup die ursprüngliche Initiative. FIRA ist eine daraus entstandene Absplitterung. RoboCup hat als langfristiges Ziel, im Jahr 2050 den menschlichen Weltmeister in einem gewöhnlichen Fußball-Spiel zu schlagen. Dieses Ziel, dessen Datum sicherlich etwas willkürlich erscheint, dient dabei vorwiegend zur Ausrichtung aktueller Forschungsschwerpunkte.

### Shrovetide
Das Shrovetide-Fußballspiel, offiziell Royal Shrovetide Football genannt, ist ein alljährlich an Fastnacht stattfindendes Fußballspiel in Ashbourne, Derbyshire in Großbritannien. Es findet seit etwa dem 12. Jahrhundert statt. Das Spielfeld ist mit einer Länge von drei Meilen wohl der längste Fußballplatz der Welt. Als Tore dienen seit 1996 zwei Steinpyramiden (vormals zwei Wassermühlen).

## Varianten mit nur einem Tor

### 9-er Ball / Einmal Berühren
9-er Ball ist eine Variante des Fußballs, die meistens auf kleineren Sportplätzen oder Bolzplätzen ausgeführt wird.
Im 9-er Ball geht es darum, den Ball mit nur einer Berührung ins Tor zu schießen.
Ansonsten gelten dieselben Regeln wie beim „Hochball“, so dass der Torwart nach einem Fehlschuss des Angreifers raus darf und der Schütze den Platz des Torhüters einnimmt.
Die Variante wird in Österreich und der Schweiz unter anderem „9 Monate“ genannt.

### Cubbies
Cubbies ist ein englisches Spiel, das mit einem Fußball auf ein Tor gespielt wird. Ein Mitspieler muss sich zum Torwart erklären und die übrigen gruppieren sich zu Paaren. In jeder Runde scheidet ein Paar aus.

### Luftkönig
Luftkönig ist eine weitere Fußball-Variante, die vor allem von Jugendlichen auf Bolzplätzen gespielt wird. Ziel des Spiels ist es, Tore durch Direktabnahmen (Volleyschüsse oder Kopfbälle) zu erzielen. Es gibt keine offiziellen Wettbewerbe.

### Mini-WM
WM ist eine Variation von Cubbies. Hier werden keine Paare gebildet, sondern es spielt jeder für sich alleine – jeder gegen jeden. Auch hier wird auf ein Tor gespielt und ein Mitspieler muss sich zum Torwart erklären. Das Spiel gliedert sich ebenfalls in Runden. Der Spieler, der in einer Runde kein Tor erzielt hat, scheidet aus. So reduziert sich die Anzahl der Spieler von Runde zu Runde um einen Spieler, bis nur noch zwei Spieler übrig bleiben, die den Sieger in der letzten Runde untereinander ermitteln.

## Andere Formen

### Dreiseitiger Fußball
Der dänische Künstler Asger Jorn entwickelte in den 1960er-Jahren im Rahmen seiner philosophischen Überlegungen zur Überwindung der Dialektik die Triolektik und entwarf zur Veranschaulichung den dreiseitigen Fußball mit drei Mannschaften auf einem hexagonalen Spielfeld. Entgegen der üblichen Spielweise sind hier die Kategorien „Freund“ und „Feind“ stetig im Wandel, Gegner können sich kurzzeitig verbünden, gefordert ist Kooperation, Spontanität und Kommunikation. In den 1990ern existierten kleine Ligen für dreiseitigen Fußball in Italien, Deutschland, Frankreich, Großbritannien und den USA.

### Englisch Fußball
Eine ohne Ball ausgeführte Variation des Fußballspiels ist Englisch Fußball, das jedoch eher ein Geschicklichkeitsspiel als ein Mannschaftsspiel darstellt.

### Footvolley
Dieses Spiel wird nach ähnlichen Regeln wie Beachvolleyball gespielt, wobei der Ball mit allen Körperteilen außer Armen und Händen berührt werden darf. Der Abschlag erfolgt hinter der Grundlinie, wobei der Ball auf einem kleinen Sandhügel ruhen muss; je 2 Spieler bilden ein Team. Diese anspruchsvolle Sportart, bei der eine Bodenberührung des Balles sofort zu einem Punkt führt, setzt technisch hervorragende Spieler in beiden Teams voraus.
Auch für den Betrachter ist diese Sportart sehr reizvoll, da oft spektakuläre technische Aktionen zum Punktgewinn oder zur Vermeidung von Punktverlust notwendig sind, und auch die Spieler selbst eine gewisse Verliebtheit in technisches Spiel aufweisen.
Populär ist diese Sportart in Brasilien.

### Fußballsimulationen
Unter dem Oberbegriff der Fußballsimulation finden sich einmal Spiele, bei denen die Akteure auf dem Platz gesteuert werden, und Fußball-Manager, bei denen die Rolle eines Club-Managers eingenommen wird.
Verschiedene Fußball-Computerspiele stellen mit animierten Fußballspielern die Sportart nach und bieten die Möglichkeit, virtuell Fußball zu spielen. Die bekanntesten und bestverkauften Spiele dieser Kategorie sind FIFA und Pro Evolution Soccer – beides sind anerkannte E-Sport-Disziplinen. Auch existieren Spiele, bei denen anstatt der Steuerung nicht die eigentliche Fußballsimulation, sondern das Management einer virtuellen Mannschaft oder eines Vereins im Vordergrund stehen, zum Beispiel Fußball Manager oder die Anstoss-Reihe.

### Fußballtennis
Eine weitere Variante des Fußballs ist das Fußballtennis. Auch wenn es einen offiziellen Verband und eine Weltmeisterschaft gibt, ist das Fußballtennis weitgehend unbekannt. Es wird über ein Netz gespielt, das Feld ist wesentlich kleiner als beim Fußball und nur zwei, vier oder sechs Spieler treten gegeneinander an. Oft wird es als Trainingsmethode „echter Fußballvereine“ genutzt.

### Tischfußball
Tischfußball oder auch Kickern (in Österreich Wuzzeln) genannt ist ein Geschicklichkeitsspiel, das sich äußerlich an das richtige Fußballspiel anlehnt. Jede Seite bedient im Einzel oder Doppel jeweils vier drehbare Stangen mit den Händen, die pro Seite mit 11 Spielern (auch Puppen genannt) versehen sind. Ziel ist es wie im richtigen Fußball, den weißen Ball ins Tor zu schießen. Früher als „Kneipensport“ deklariert, steigert sich das sportliche Niveau und die Akzeptanz als Sportart dank diverser Organisationen kontinuierlich.